# 偏差値操作
偏差値操作（へんさちそうさ）は、日本の大学などの教育機関が入学試験において、入学者や合格者における総合的な学力の実態以上に、大手予備校等で算出される一般入試の「学力偏差値」を高く見せかけて外見上の大学のレベルを上げること。
2013年に大阪産業大学が附属高校生に大量受験させている問題がニュースで偏差値操作と報道された。入試委員会の議事録には、「中堅私大としての偏差値を維持するため、系列で進学校として知られる大阪桐蔭高校の生徒に、センター試験利用型の入試を受験することを促している」という内容の記載があった。

## 概要
日本では「学力偏差値」が大学を語る上で、重要な役割を担ってきた。大学等の合格に必要な学力水準を示すものとして受験生や学校関係者たちにとっての役割を果たすだけではない。ランキングという形で公開されるなど、一般入試における合格指標でしかないはずの偏差値が逆に大学等の世俗的な意味での序列や大学等そのものの価値を決める大きな要素になっている。各々の偏差値が持つ意味は各大学学部学科間の受験前提の差によって大きく異なるが、その種の受験前提を無視した前提がバラバラな上での単純な数値としての偏差値に目が行きやすいため、見かけ上の偏差値を操作する動機づけを大学等の側に与えている。それゆえ、将来的に淘汰も予見される地方の小規模の大学等もあり、ブランド作りの一環として偏差値操作を行っているのではないかと、BBSなどで語られ、インターネットスラングとしてもよく用いられる。

## 方法
偏差値操作の例
- 中学入試において、複数の受験方式を用意し、特定の方式において、合格レベルを意図的に高く設定し、ごく一部の高い偏差値層の受験生だけに合格を出すことで、メディアに取り上げられる「偏差値」を意図的に上げる。または複数回の入試日程とし、特定の回の合格人数を極端に絞ることで高い偏差値とする。高偏差値の受験生たちは実際にはほかの学校に進学してしまうというケースも少なくなく、他の日程で入学者を確保するため、見た目の合格者偏差値と実際の入学者偏差値に乖離が生じるとされる[2][3]。
- AO入試や推薦入試の枠を広げることで一般入試枠を狭め、受験予備校が大学の偏差値比較に用いる入試方式の定員を絞り込むことで、意図的に倍率を操作する[4]。
- 成績優秀かつ入学意思のない学生を有償で募り受験させる。これによって合格者名簿が入学意図のない学生で埋めることができ、偏差値が上昇する。不足する合格者は推薦入試の入学者数で補う。この手口は大阪産業大学で行われていることが報道されている[5][6][7]。

## 問題点
偏差値操作に用いられる推薦入試について、現在、AO入試や推薦入試が拡充されており、2009年春に私立大学を受験した人のうち、一般入試を受験したのは『読売新聞』の調査では44%とされ、学力審査を経ないで大学生になる人は半数以上に上る。この点について、推薦入試が学力低下の一因と指摘する意見と、推薦入試によって一般入試よりも優秀な学生を確保できているとする意見がある。詳しくは推薦入学の項目を参照。